# Маунт-Юніон (Пенсільванія)
Маунт-Юніон (англ. Mount Union) — місто (англ. borough) в США, в окрузі Гантінгдон штату Пенсільванія. Населення — 2308 осіб (2020).

## Географія
Маунт-Юніон розташований за координатами 40°23′3″ пн. ш. 77°52′53″ зх. д. / 40.38417° пн. ш. 77.88139° зх. д. (40.384079, -77.881520).  За даними Бюро перепису населення США в 2010 році місто мало площу 3,20 км², з яких 3,00 км² — суходіл та 0,20 км² — водойми.

## Демографія
Згідно з переписом 2010 року, у селищі мешкало 2447 осіб у 1110 домогосподарствах у складі 644 родин. Густота населення становила 764 особи/км².  Було 1262 помешкання (394/км²).
Расовий склад населення:
| - 84,4 % — білих - 10,4 % — чорних або афроамериканців - 0,2 % — азіатів - 0,1 % — корінних американців |

До двох чи більше рас належало 4,6 %. Частка іспаномовних становила 1,7 % від усіх жителів.
За віковим діапазоном населення розподілялося таким чином: 25,3 % — особи молодші 18 років, 58,1 % — особи у віці 18—64 років, 16,6 % — особи у віці 65 років та старші. Медіана віку мешканця становила 38,5 року. На 100 осіб жіночої статі у селищі припадало 86,7 чоловіків;  на 100 жінок у віці від 18 років та старших — 80,9 чоловіків також старших 18 років.
Середній дохід на одне домашнє господарство  становив 37 637 доларів США (медіана — 28 271), а середній дохід на одну сім'ю — 45 293 долари (медіана — 37 500). Медіана доходів становила 37 000 доларів для чоловіків та 29 397 доларів для жінок. За межею бідності перебувало 30,3 % осіб, у тому числі 42,6 % дітей у віці до 18 років та 19,5 % осіб у віці 65 років та старших.
Цивільне працевлаштоване населення становило 800 осіб. Основні галузі зайнятості: освіта, охорона здоров'я та соціальна допомога — 36,5 %, виробництво — 16,5 %, роздрібна торгівля — 11,5 %.